# Patrick Zaniroli

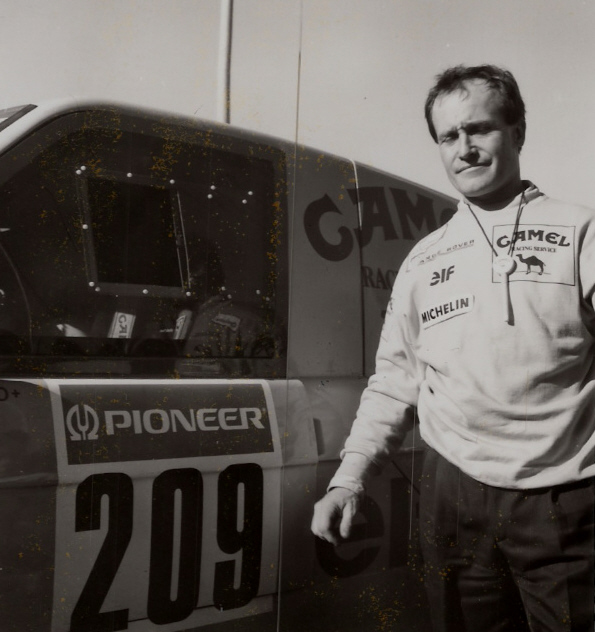
Patrick Zaniroli bei der Rallye Dakar 1988

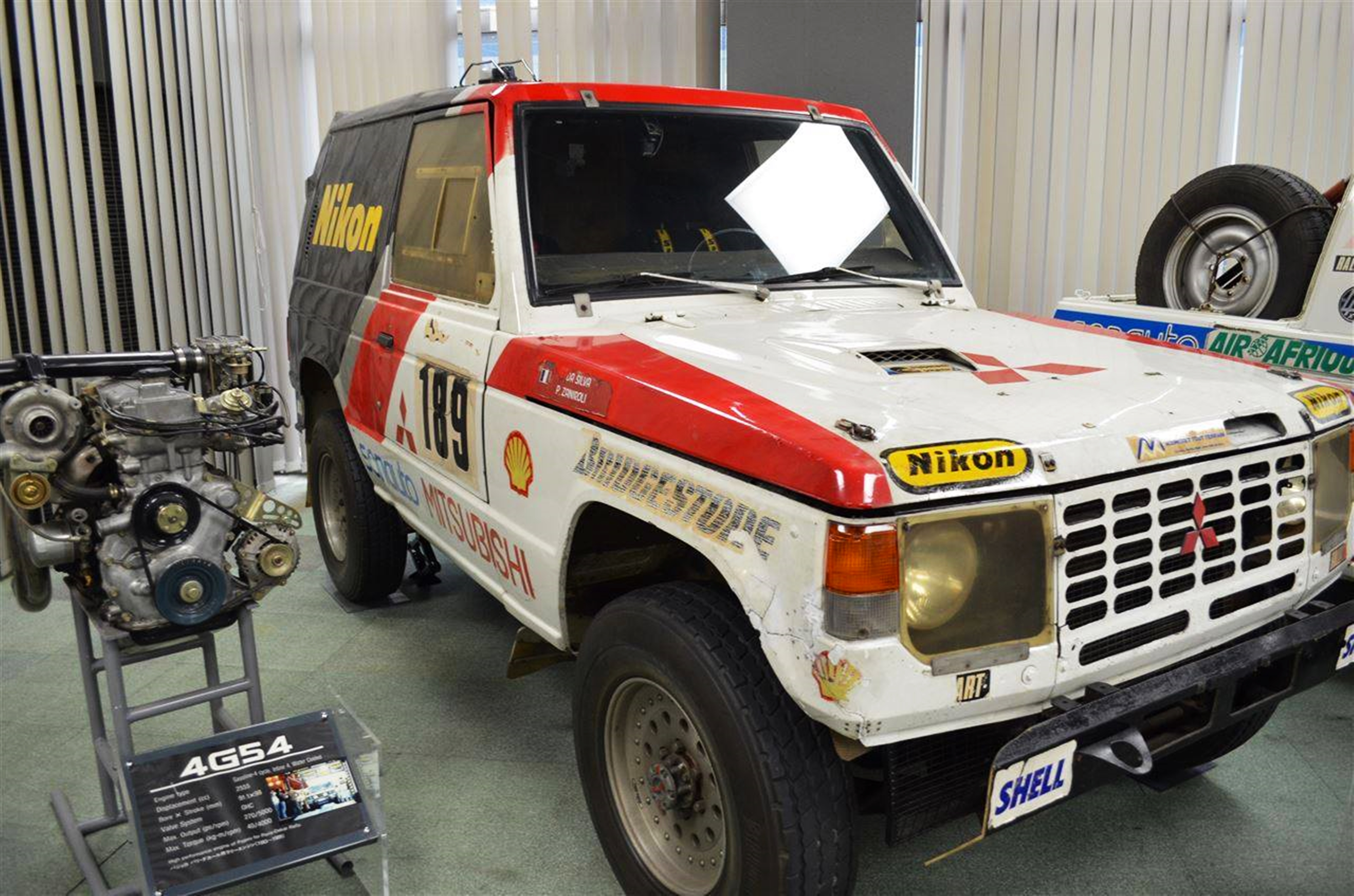
Mitsubishi Pajero Evolution, Gewinnerfahrzeug der Rallye Dakar 1985

Patrick Zaniroli (* 5. April 1950 in Courbevoie) ist ein ehemaliger französischer Rallye-Raid-Fahrer, Motorsportjournalist und war 12 Jahre Mitorganisator der Rallye Dakar.

## Karriere
Zaniroli war 1974 der Gründer des auf Offroad spezialisierten französischen Automobilsportverbands Auto verte  in der Fédération française du sport automobile. Seit 1978 war er Begründer, Herausgeber und bis 1986 Journalist des französischen Offroad Magazins Auto verte Magazine.
Im Jahr 1994 wurde er Sportdirektor der Thierry Sabine Organisation in der Amaury Sport Organisation (A.S.O.) und blieb bis 2005 Renndirektor der Rallye Dakar.

### Sportliche Erfolge (Auszug)
- 1975: 1. Platz der französischen Cross-Country-Rallye-Meisterschaft
- 1980: 2. Platz bei der Rallye Dakar 1980 auf VW Iltis
- 1984: 2. Platz bei der Rallye Dakar 1984 auf Range Rover
- 1985: 1. Platz bei der Rallye Dakar 1985 auf Mitsubishi Pajero Evolution
- 1987: 2. Platz bei der Rallye Dakar 1987 auf Range Rover